# Нізар Халфан
Нізар Халфан (англ. Nizar Khalfan, нар. 21 червня 1988, Мтвара) — танзанійський футболіст, півзахисник клубу «Сінгіда Юнайтед».
Виступав, зокрема, за клуби «Мтібва Шугер», «Ванкувер Вайткепс» та «Янг Афріканс», а також національну збірну Танзанії.

## Клубна кар'єра
У дорослому футболі дебютував 2005 року виступами за команду клубу «Мтібва Шугер», в якій провів два сезони. 
Згодом з 2007 по 2009 рік грав у складі команд клубів «Аль-Тадамон» (Кувейт), «Тадамон Сур» та «Моро Юнайтед».
Своєю грою за останню команду привернув увагу представників тренерського штабу клубу «Ванкувер Вайткепс», до складу якого приєднався 2009 року. Відіграв за команду з Ванкувера наступні два сезони своєї ігрової кар'єри. Більшість часу, проведеного у складі «Ванкувер Вайткепс», був основним гравцем команди.
У 2012 році уклав контракт з клубом «Янг Афріканс», у складі якого провів наступні три роки своєї кар'єри гравця. 
Протягом 2015—2016 років захищав кольори команди клубу «Мвадуї Юнайтед».
До складу клубу «Сінгіда Юнайтед» приєднався 2016 року. 

## Виступи за збірну
У 2006 році дебютував в офіційних матчах у складі національної збірної Танзанії.